# Muscolo tiroaritenoideo
Il muscolo tiroaritenoideo è un muscolo pari, fonatore e intrinseco della laringe.

## Posizione e forma
Il muscolo origina dalla faccia posteriore della lamina tiroidea, vicino all'angolo. Si porta in alto e indietro, dividendosi in un fascio laterale che si inserziona al margine laterale della cartilagine aritenoide e un fascio mediale che si fissa alla fossa oblunga e al processo vocale della cartilagine aritenoide.
Il fascio mediale è anche chiamato muscolo vocale.

## Vascolarizzazione ed innervazione
Il muscolo è irrorato dagli stessi vasi che vascolarizzano la laringe quindi: arteria laringea superiore, arteria larginea inferiore e arteria cricoidea (rami delle arterie tiroidee superiore ed inferiore).
Il muscolo tiroaritenoideo è innervato dal nervo laringeo inferiore, ramo del nervo vago.

## Azione
La contrazione dei due muscoli provoca un accorciamento (rilassamento) delle corde vocali e una costrizione della glottide, svolgendo quindi l'azione di muscolo fonatore.